# Apolló 13
Az Apolló 13 (eredeti cím: Apollo 13) 1995-ben bemutatott amerikai dokudráma, melyet Ron Howard rendezett. A főbb szerepekben Tom Hanks, Kevin Bacon, Bill Paxton, Ed Harris és Gary Sinise látható. A film az Apollo–13 1970-es meghiúsult Holdra szállását és az űrhajó háromfős legénységének megmentését dolgozza fel.
Az Amerikai Egyesült Államokban 1995. június 30-án mutatták be a mozikban. Bevételi és kritikai sikert aratott, a 68. Oscar-gálán kilenc kategóriában jelölték a díjra.

## Cselekmény
Jim Lovell, Jack Swigert és Fred Haise űrhajósok előtt életük legnagyobb lehetősége áll: az Apollo–11 és Apollo–12 sikere után ők is Holdra szállhatnak. A kiképzőközpontban minden rendben folyik, és az űrutazás első pár napja is zökkenőmentesen telik. Ám mielőtt céljukat elérnék, váratlan esemény történik: egy robbanás után ismeretlen anyag szivárog az űrhajó testéből. Nem sokkal később kiderül, hogy megsérült az oxigéntartály, leállt az elektromos energia termelése és nem működik az űrhajó meghajtása. 
A NASA szakemberei mindent megtesznek azért, hogy a három szerencsétlenül járt asztronautát épségben visszajuttassák a Földre.

## Szereplők
| Színész               | Szerep                               | Magyar hang          | Magyar hang          |
| Színész               | Szerep                               | 1. szinkron (1995)   | 2. szinkron (2005)   |
| --------------------- | ------------------------------------ | -------------------- | -------------------- |
| Tom Hanks             | Jim Lovell parancsnok                | Kőszegi Ákos         | Kőszegi Ákos         |
| Kevin Bacon           | Jack Swigert parancsnokimodul-pilóta | Haás Vander Péter    | Szabó Sipos Barnabás |
| Bill Paxton           | Fred Haise holdkomppilóta            | Pusztaszeri Kornél   | Csankó Zoltán        |
| Gary Sinise           | Ken Mattingly                        | Szabó Sipos Barnabás | Haás Vander Péter    |
| Ed Harris             | Gene Kranz                           | Rosta Sándor         | Epres Attila         |
| Kathleen Quinlan      | Marilyn Gerlach Lovell               | Ráckevei Anna        | Ráckevei Anna        |
| Mary Kate Schellhardt | Barbara Lovell                       | Zsigmond Tamara      | Dögei Éva            |
| Emily Ann Lloyd       | Susan Lovell                         |                      | Talmács Márta        |

## Fogadtatás

### Fontosabb díjak és jelölések
Oscar-díj
- díj: legjobb hang (Rick Dior, Steve Pederson, Scott Millan, David MacMillan)
- díj: legjobb vágás (Mike Hill, Daniel P. Hanley)
- jelölés: legjobb film (Brian Grazer)
- jelölés: legjobb férfi mellékszereplő (Ed Harris)
- jelölés: legjobb női mellékszereplő (Kathleen Quinlan)
- jelölés: legjobb látványtervezés (Michael Corenblith, Merideth Boswell)
- jelölés: legjobb vizuális effektusok (Robert Legato, Michael Kanfer, Leslie Ekker, Matt Sweeney)
- jelölés: legjobb filmzene (James Horner)
- jelölés: legjobb adaptált forgatókönyv (William Broyles Jr., Al Reinert)

## DVD-kiadás
A kétlemezes DVD-kiadás 2005. május 3-án jelent meg a Universal Pictures Hungary forgalmazásában.

## Idézetek
A valóságban is elhangzott:
- Houston, we have a problem.
  - Houston, egy kis baj van.
- We just lost the moon.
  - Épp most vesztettük el a Holdat.

A valóságban ez az idézet pontosan így hangzott el:
- Swigert: 'Okay, Houston, we've had a problem here.'
- Duke: 'This is Houston. Say again please.'
- Lovell: 'Houston, we've had a problem. We've had a main B bus undervolt.'